# 5684 Kogo
5684 Kogo è un asteroide della fascia principale. Scoperto nel 1990, presenta un'orbita caratterizzata da un semiasse maggiore pari a 2,2204879 UA e da un'eccentricità di 0,2175719, inclinata di 5,55929° rispetto all'eclittica.